# Poliorcetica

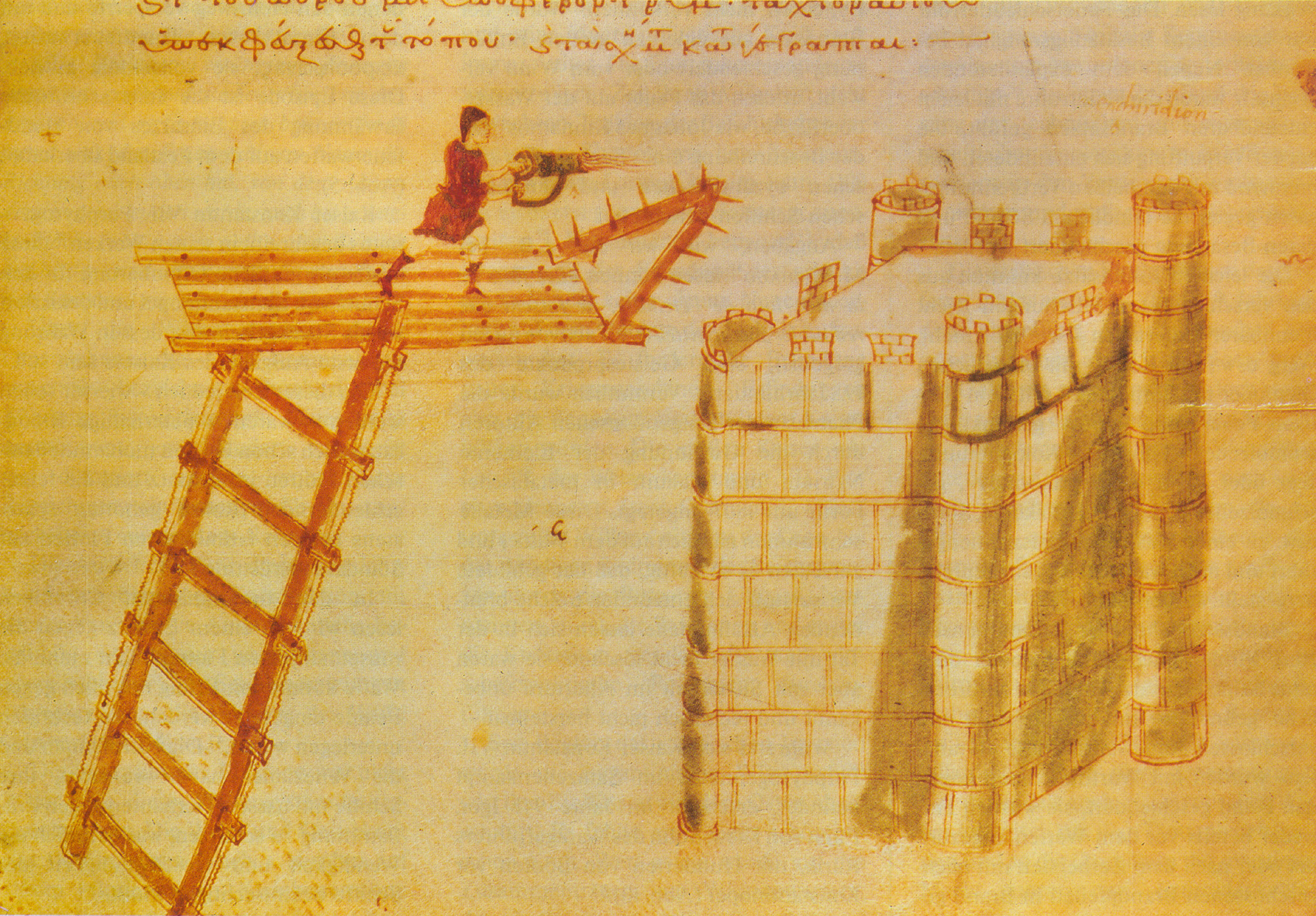
Utilizzo di un cheirosiphōn (sifone a mano) in funzione di lanciafiamme per lanciare il fuoco greco contro le mura di un castello durante un assedio medievale. Tratto dalla Parangelmata poliorcetica di Erone di Bisanzio.

Poliorcetica, dal greco poliorketikon (πολιορκητικόν), letteralmente "espugnazione di città", è il termine che designa l'arte di assediare ed espugnare le città fortificate. 
Il corrispondente corpo di conoscenze ha rivestito grandissima importanza bellica e politica (basti pensare ad Alessandro Magno) fino a tutto il XIX secolo. Sono quindi numerosi e importanti gli studiosi che si sono occupati di questi argomenti e degli argomenti collegati riguardanti le fortificazioni.
Tra questi ricordiamo:
- Enea Tattico (IV secolo a.C.), autore della Poliorketika, opera relativa agli assedi
- Demetrio Poliorcete (336 a.C. - 283 a.C.)
- Bitone (III secolo a.C.)
- Filone di Bisanzio (III secolo a.C.)
- Ateneo Meccanico (I secolo a.C.)
- Erone di Alessandria (10 ca. - 75 ca.)
- Apollodoro di Damasco (II secolo)
- Erone di Bisanzio (X secolo), autore della Parangelmata Poliorcetica (Παραγγέλματα πολιορκητικά)
- Filippo Brunelleschi (1377-1446)
- Leon Battista Alberti (1404-1472)
- Francesco di Giorgio Martini (1439-1501)
- Sébastien Le Prestre de Vauban (1633-1707)

In seguito venne definita arte ossidionale o tecnica dell'assedio.